# Санто-Домінго (річка, Оахака)
Річка Санто-Домінго в мексиканському штаті Оахака — одна з головних приток річки Папалоапан. Утворюється злиттям річок Саладо і Ґранде, які дренують сухі долини Теуакан і Куїкатлан на захід від Сьєрра-Мадре-де-Оахака. Річка Санто-Домінго тече на схід через Сьєрра-Мадре, відділяючи підхребет Сьєрра-Зонголіка на півночі від Сьєрра-Хуарес на півдні. Біля Сан-Хуан-Батістою-Тустепека з'єднується з річкою Валле-Насьональ, утворюючи Папалоапан.
Переносить відклади з гір, що стало основною причиною повеней на прибережній рівнині Веракрусу через зменшення спроможності Папалоапану осушувати рівнини. Щоб пом'якшити ці проблеми, 1989 року завершено будівництво греблі Серро-де-Ороперед злиттям із Валле-Насьональ. Водосховище за дамбою з'єднано каналом з озером Мігель Алеман, водосховищем, утвореним дамбою Мігеля Алемана на річці Тонто.